# Inarijoki
La rivière Anárjohka (Same du Nord: Anárjohka, norvégien : Anarjokka, finnois : Inarijoki, suédois : Enare älv) est un cours d'eau de Laponie en Finlande et en Norvège,. 

## Description
La rivière prend ses sources à Lulit Bissovárri, à une altitude de 549 mètres dans la municipalité de Kautokeino, dans le comté de Finnmark, en Norvège, à l'extrême sud du plateau de Finnmarksvidda, dans la partie sud-ouest du parc national de Anárjohka.
La rivière coule vers le nord-est à travers le parc national, jusqu'à ce qu'elle tourne vers l'est et rejoigne l'affluent Skiehččanjohkka et la frontière avec la Finlande, où le parc national de Lemmenjoki est situé sur le côté opposé.
Après Basevuovdi, la rivière tourne vers le nord et son plus grand affluent, la Goshshohka, la rejoint depuis l'ouest. Le seul pont sur l'Anarjohka est situé dans le village finlandais de Karigasniemi. 
À cette frontière, la route principale finlandaise 92 et la route nationale norvégienne 92. 
À Raidesuolu, à environ cinq kilomètres plus au nord et à environ dix kilomètres à l'est du village de Karasjok, l'Inarijoki et la rivière Karasjohka forment le fleuve Teno.